# Abdullah Al-Noubi
Abdullah Hassan Al-Noubi (Arabic:عبد الله النوبي) (sinh ngày 18 tháng 3 năm 1995) là một cầu thủ bóng đá người Các Tiểu vương quốc Ả Rập Thống nhất. Hiện tại anh thi đấu cho Al-Fujairah.